# Santarém (kommun i Brasilien, Paraíba)
Santarém är en kommun i Brasilien.   Den ligger i delstaten Paraíba, i den östra delen av landet, 1 500 km nordost om huvudstaden Brasília. Antalet invånare är 2 615.
Omgivningarna runt Santarém är huvudsakligen savann. Runt Santarém är det ganska glesbefolkat, med 42 invånare per kvadratkilometer.